# Naturopatie
Naturopatia sau medicina naturopatică este o formă de medicină alternativă. Este o practică ce afirmă că echilibrează funcționarea organismului prin mijloace considerate de aceasta ca fiind naturale: schimbarea alimentației, posturi, homeopatie, igiena stilului de viață, fitoterapie, masaje, activitate fizică, etc..
Ideologia și metodele naturopatiei se bazează pe vitalism și medicina populară mai degrabă decât pe medicina bazată pe dovezi, deși practicienii pot utiliza tehnici susținute de dovezi. Etica naturopatiei a fost pusă sub semnul întrebării de către profesioniștii medicali, iar practica sa a fost caracterizată drept șarlatanie.

## Practici și metode

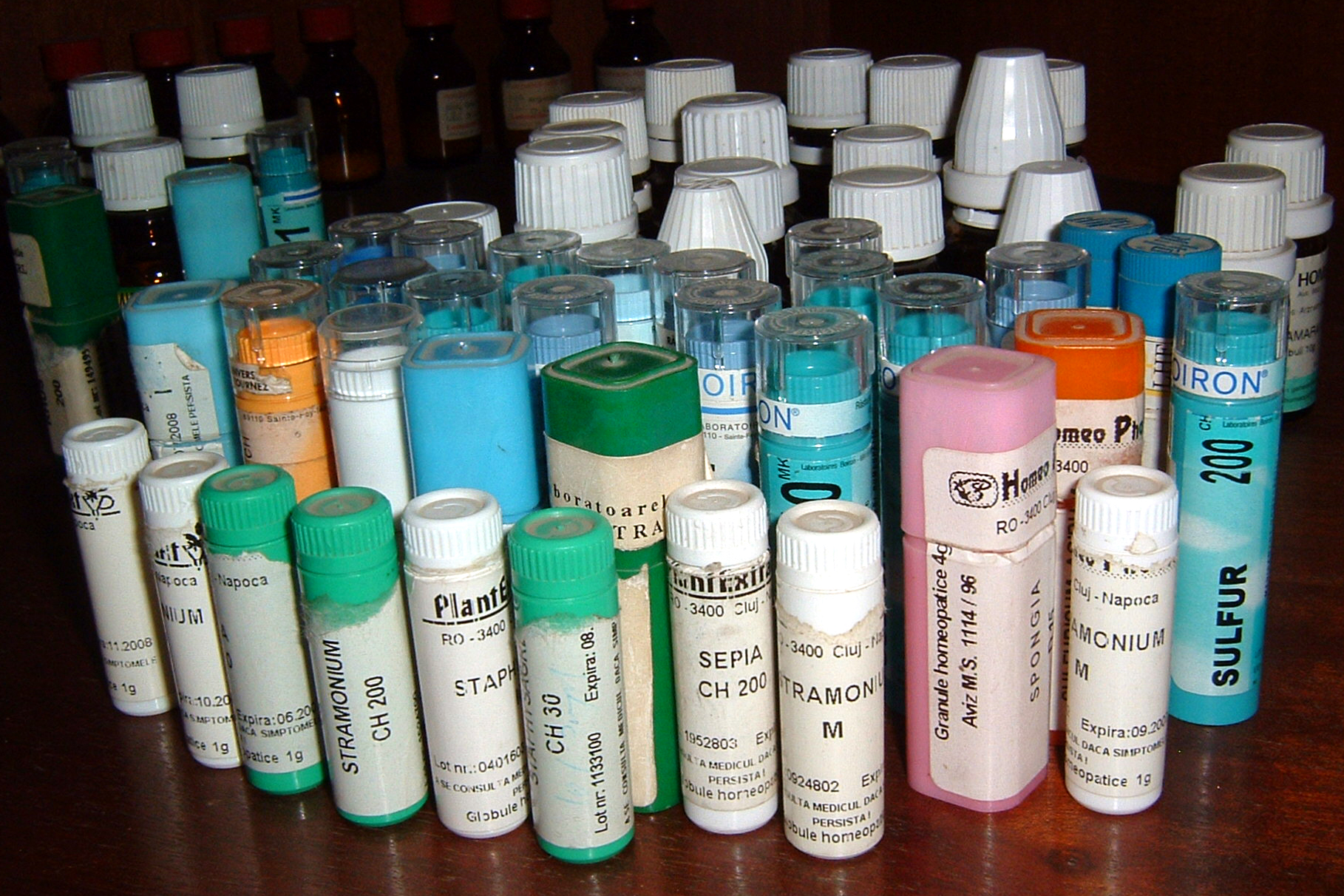
Preparatele homeopate sunt utilizate în mod obișnuit de către medici naturisti. Practica este considerată o pseudoștiință.

Diagnosticul și tratamentul se concentrează în principal pe terapii alternative și metode „naturale” pe care naturopații susțin că promovează capacitatea naturală a organismului de a se vindeca.
Naturopații sunt adesea împotriva medicinei convenționale și adoptă o poziție antivaccinistă.
Modalitățile specifice utilizate de un naturopat variază în funcție de pregătire și domeniul de practică. Acestea pot include fitoterapie, homeopatie, acupunctura, curele naturale, medicina fizică, kinesiologia aplicată, clismele colonice, iridologie, terapia cu ozon, psihoterapia, măsurile de sănătate publică și igiena, reflexologie și medicina tradițională chineză.

## Criticii

### Eficiență științifică
Naturopatia, în ansamblu, nu are o bază științifică adecvată și este respinsă de comunitatea medicală. Deși include sfaturi valide privind stilul de viață din medicina convențională (somn sănătos, dietă echilibrată, exerciții fizice regulate), adaugă de obicei o serie de credințe pseudoștiințifice.
În 2003, un raport a fost prezentat de Kimball C. Atwood, un medic american și cercetător din Newton, Massachusetts, cunoscut mai ales ca un critic al medicinei naturopatice, afirmând, printre alte critici, că „Practica naturopatiei se bazează pe credința în capacitatea organismului de a se vindeca singur printr-o energie vitală specială sau o forță care ghidează procesele corporale intern”.
În plus, nivelul scăzut de pregătire medicală al majorității naturopaților expune pacienții la riscul de a fi supuși unor practici ineficiente, neetice și potențial periculoase, în condițiile în care există tratamente care și-au demonstrat eficacitatea.

### Șarlatanie
Britt Marie Hermes, fostă naturopată, denunță astăzi «șarlatania» acestei practici, pe care o consideră drept «praf de zâne modern», adăugând că naturopații «au un istoric și o practică încă actuală de înșelăciune și exploatare ascunse sub bune intenții»".
În Canada, s-a demonstrat că 41% dintre naturopați își atribuiau titluri false sau că publicitatea lor nu reprezenta neapărat formarea lor.
Anumite tratamente naturopatice oferite de naturopați, cum ar fi homeopatia, rolfingul și iridologia, sunt considerate pe scară largă pseudoștiință sau șarlatanie. Stephen Barrett, de la QuackWatch și Consiliul Național împotriva Fraudelor în Sănătate din SUA, a afirmat că naturopatia este „simplistă și că practicile sale sunt pline de șarlatanie”.

### Complotism
În 2020–2021, în Franța, pandemia de COVID-19 a acționat ca un revelator major al derivei antivacciniste sau conspiraționiste a multor practicieni și influenceri ai naturopatiei, cu, potrivit jurnalistului Tristan Mendès France, „consecințe uneori dramatice”.